# Stamford Bridge
Stamford Bridge (nadimak "The Bridge") je nogometni stadion kojeg koristi  Chelsea F.C. Stadion je sagrađen 1876. godine, a obnavljan je dvaput, 1905. i 1990. godine. Stadion može primiti 41. 631 gledatelja, a dimenzije igrališta su 100x69 metara.

## Kapacitet po tribinama
- Sjeverna tribina (Matthew Harding Stand): 10.884
- Južna tribina (Shed End): 6.414
- Istočna tribina (East Stand): 11.000
- Zapadna tribina (West Stand): 13.500

- - Ukupno: 41.631